# Polish Libraries
Polish Libraries – recenzowane anglojęzyczne czasopismo naukowe (rocznik) wydawane przez Bibliotekę Narodową, znajdujące się na liście czasopism punktowanych Ministerstwa Edukacji i Nauki (obecnie 100 punktów), w latach 2019–2020 objęte dofinansowaniem z ministerialnego programu „Wsparcie dla czasopism naukowych”. Pismo jest indeksowane w bazach Scopus oraz ERIH PLUS. 
Rocznik „Polish Libraries” poświęcony jest zagadnieniom z zakresu bibliologii, bibliotekoznawstwa, czytelnictwa, teorii i praktyki bibliografii, literaturoznawstwa, historii sztuki, muzykologii, rękopisoznawstwa, kodykologii, tegumentologii, konserwacji materiałów archiwalnych oraz dziedzin pokrewnych.
Redaktorem naczelnym rocznika jest Tomasz Makowski, a przewodniczącą rady naukowej pisma – Elżbieta Zybert.